# Mehlbusch
Mehlbusch ist ein Ortsteil der Mittelstadt Wegberg im Kreis Heinsberg im Bundesland Nordrhein-Westfalen.

## Geografie

### Lage
Mehlbusch liegt südöstlich von Wegberg an der Bundesstraße 57.

### Nachbarorte
| Kipshoven   |                                             | Genholland                 |
| Schönhausen | Kompassrose, die auf Nachbargemeinden zeigt |                            |
|             | Rath-Anhoven                                | Buchholz (Mönchengladbach) |

## Infrastruktur
In Mehlbusch existieren eine landwirtschaftliche Hofanlage sowie ein Pferdehof. Der Ort ist ländlich geprägt in ruhiger Lage.
Die AVV-Buslinie 412 der WestVerkehr verbindet Mehlbusch wochentags mit Wegberg, Erkelenz und Mönchengladbach. Abends und am Wochenende kann der MultiBus angefordert werden.
| Linie | Verlauf |
| ----- | --- |
| 412   | Erkelenz Bf – Erkelenz Gymnasium / Erkelenz Burg – Borschemich (neu) – Kuckum (neu) – Keyenberg (neu) – Rath-Anhoven – Mehlbusch – Kipshoven – Moorshoven – Beeck – Beeckerheide – Gerichhausen – Wegberg Bf – Wegberg Busbf |

## Sehenswürdigkeiten
- Wegekreuz, In Mehlbusch.

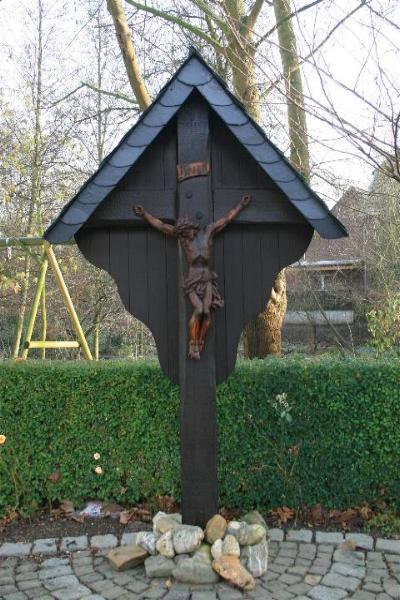
Wegekreuz in Mehlbusch

- Fachwerkhof, In Mehlbusch 24, als Denkmal Nr. 64

## Vereine
- Dorfgemeinschaft Mehlbusch.
- Dorfausschuss, zuständig für die Orte Rath-Anhoven, Isengraben, Flassenberg, Kehrbusch und Mehlbusch.
- Freiwillige Feuerwehr Wegberg, Löschgruppe Rath-Anhoven, zuständig auch für die Ortschaft Mehlbusch.